# 2006年世界房車錦標賽法國站
2006年世界房車錦標賽法國站是2006年度世界房車錦標賽的第二站賽事，正式比賽在2006年4月30日於法國馬尼庫爾賽道上舉行。這是第二次在法國舉行賽事。第一回合由寶馬車隊的迪克·梅拿勝出，第二回合由寶馬車隊的派奧勝出。